# Вишата
Вишата — син новгородського посадника Остромира, родича Рюриковичів. Воєвода Київського ополчення, яке відправилось під час правління Ярослава Мудрого, з його сином, — новгородським князем Володимиром Ярославовичем, в 1043 році в похід на Візантію.
Коли буря розтрощила багато руських човнів і 6000 воїнів повинні були йти суходолом, ніхто з дружини не захотів вести їх, — пішов тільки Вишата як очільник ополчення. Воно було розбите візантійцями, сам Вишата взятий у полон з багатьма воями і тільки через три роки, після укладання миру з Візантійською імперією, був звільнений, можливо, осліпленим.
В 1064 році сприяв волинському князю Ростиславу Володимировичу в захопленні Тмутаракані.
Не менш відомі його сини:
- Ян Вишатич — Київський тисяцький.
- Путята Вишатич — Київський тисяцький.